# Регресивна еволюція
Регресивна еволюція (зворотна еволюція) — втрата складних особливостей розвитку організмів на користь більш простих структур чи функцій.
Прикладами регресивної еволюції вважають:
- втрата очей у риб, що живуть в темних водах печер;
- паразити — міксозої, з класу жалких, що втратили складні риси.

Вільям Джері з університету штату Меріленд в США, вважає, що ймовірність того, що еволюційний процес повторюватиме ті ж кроки, тільки у зворотній еволюцій вкрай низька.
Регресивна еволюція означає адаптацію організму до навколишнього середовища, а не повну зміну організму.
На думку інших вчених, зворотну еволюцію можна вважати звичайною еволюцією, оскільки її мета виживання організму внаслідок спрощення організму в цілому чи окремих органів.